# Pierre Thiolon (athlétisme)
Pour les articles homonymes, voir Pierre Thiolon.
Pierre Thiolon, né le 18 mars 1934 à Sucy-en-Brie et mort le 16 septembre 2018 à Nantes, est un athlète français, spécialiste du triple saut.

## Biographie
Le 7 août 1954, à Colombes, il établit un nouveau record de France du triple saut avec 15,14 m. Ce record sera battu en juin 1955 par Éric Battista.
Il est sacré champion de France du triple saut en 1954.